# TV Woche
tv.woche ist eine österreichische Fernsehzeitschrift.
Die Zeitschrift ist Teil der Mediaprint Verlagsgruppe. Sie erscheint wöchentlich jeweils Freitag als Supplement zu den Tageszeitungen Kurier, Wiener Zeitung, Neue Kärntner Tageszeitung und anderen Printprodukten.
Mit April 2009 erfolgte ein umfassender Relaunch der Zeitschrift. Neben dem Fernsehprogramm erscheinen nun auch die Rubrik „Technik trifft Fernsehen“ sowie Berichte über High-Tech-Produkte. Das bisher zehn Mal pro Jahr erscheinende „Techno“-Magazin fließt thematisch in die neue tv.woche ein. 
2009 hatte die tv.woche laut Homepage eine Reichweite von rund 612.000 Lesern.
Dem Trend aktueller Tanzshows wie Dancing Stars folgend, hat die tv.woche 2008 einen Wettbewerb namens TV Woche Tanztrophy gestartet. Dabei konnten Laientänzer unter Beobachtung der Leser der Mediaprint-Produkte und anderer Zeitschriften aber auch des Fernsehens in mehreren Runden bis zum Finale zum Sieger der 1. TV Woche Tanztrophy aufsteigen.